# Namibia Tennis Association
Die Namibia Tennis Association (NTA) ist der Dachverband des Tennis in Namibia.
Die NTA ist Mitglied der International Tennis Federation, der Confederation of African Tennis (Zone V) und des Namibischen Nationalen Olympischen Komitees und hat ihren Hauptsitz in der Hauptstadt Windhoek. Präsident ist Sam Kaulinge.
Der Verband war mehrfach Organisator eines Turniers der ITF Future Tour in Windhoek. Der Verband entsendet die namibische Davis-Cup-Mannschaft sowie die Fed-Cup-Mannschaft.